# 拉韦尔里
拉韦尔里（法語：La Verrerie，法語發音：[la vɛʁ.ʁi]，法兰克-普罗旺斯语發音：[la vɛˈʁjeʁ(ə)] ⓘ）是瑞士弗里堡州的一个市镇，位於該國西部，處於比勒西南面11公里，面積13.38平方公里，海拔高度915米，2011年人口1,117，人口密度每平方公里83人。

## 外部連結
- Official website （页面存档备份，存于） （法文）